# FC Inter Sibiu
FC Inter Sibiu, cunoscută sub numele de Inter Sibiu, Inter, sau pur și simplu Sibiu, este un club de fotbal din Sibiu, România, care evoluează în Liga a IV-a Sibiu. Numele echipei provine de la întreprinderea Independența, și de la cartierul sibian Terezian. Clubul a fost fondat în 1982, și a ajuns în Divizia B în 1986. În 1988, a obținut promovarea în Divizia A, moment când fiul dictatorului Nicolae Ceaușescu, Nicu Ceaușescu, care ocupa funcția de prim-secretar al PCR la Sibiu, a început să sprijine echipa în vederea facilitării unor transferuri gratuite.

## Istorie
Înființată în 1982, FC Inter Sibiu avea să ajungă după șase ani în prima ligă, după ce a promovat în Divizia B în anul 1986 și în Divizia A în anul 1988. După căderea regimului comunist, clubul a avut un parcurs bun, terminând pe locul 4 în Divizia A 1990-1991 și câștigând Cupa Balcanilor în același sezon. După aceste performanțe, cei mai buni jucători ai lor (Z. Ritli, M. Stănescu, Ov. Maier, D. Zotincă, R. Niculescu, Căt. Popa) au plecat și echipa și-a pierdut sponsorizarea, astfel că a urmat colapsul clubului. În 1996, clubul a retrogradat în Divizia B, iar în 2000 a fost desființat.

## Palmares

### Competiții Naționale

#### Ligi:
```
 
Liga I
```

- Locul 4 (1): 1990-1991

```
 
Liga II
```

Campioni (1): 1987–88
```
 
Liga III
```

Campioni (1): 1985–86

### Competiții Internationale
```
 
Cupa Balcanică
```

 Câștigătoare (1): 1990-1991

## Foști jucători
| - Radu Niculescu - Adrian Blid - Bogdan Bănuță - Radu Gabriel Năstase - Iosif Cocișan (Kocsișan) - Marius Sobius - Marian Miuță - Dan Moromete - Florin Cotora - Lucian Cotora - Romulus Gabor | - Marius Baciu - Victor Glăvan - Victor Sișoe - Lucian Ciobanu - Constantin Cosma - Emil Bîrsan - Vasile Armenean - Ion Ene - Ioan Andreicuț - Silvian Dobre - Gheorghe Șoarece | - Cristian Sava - Cornel Szegedi - Marius Szegedi - Lucian Burchel - Cezar Zamfir - Gheorghe Mihali - Ovidiu Tâlvan - Marius Predatu - Răzvan Toboșaru - Marian Mărgărit - Cătălin Popa | - Bogdan Zotincă - Dorinel Munteanu - Constantin Lazăr - Ovidiu Maier - Bogdan Bucur - Adrian Văsâi - Florin Pogăceanu - Florin Pampea - Cornel Casoltan - Nicolae Moldovan - Robert Kilin | - Răzvan Toboșaru - Florin Cioroianu - Cornel Mihart - Benonie Popescu - Victor Medeleanu - Constantin Doru - Neculai Alexa - Mihai Zamfir - Mihăiță Stănescu - Nicolae Trăistaru - Marcel Vasile - Adrian Teodorescu |

## Foști antrenori
- Constantin Ardeleanu
- Viorel Hizo
- Gheorghe Turlea
- Ștefan Coidum
- Jean Gavrilă
- Silviu Stănescu
- Ștefan Dorian
- Florin Halagian
- Cornel Țâlnar
- Viorel Jurcă
- Adrian Văsâi